# Drømmehug (album)
Drømmehug er titlen på det danske pop/rockband Hugorms tredje studiealbum. Det udkom 11. oktober 2024 hos Warner Music Denmark. Albummet er komponeret og produceret i samarbejde med Bjarke Niemann.
Trioens tredje udspil markerede et mindre musikalsk skifte. Hvor bandets første to album svingede mellem det gakkede og rockede, så var Drømmehug mere følsomt, poppet og dansevenligt; som guitarist Morten Gorm forklarede i Gaffa: "Vi har haft lyst til at skabe musik, der disconnecter hjernen og går direkte i kroppen og sanserne, og som man ganske enkelt ikke kan stå stille til."

## Modtagelse
Albummet delte anmelderne i to. Hvor musikmagasinet Gaffa kvitterede med 6 stjerner, så var henholdsvis Politiken og Ekstrabladet mere afdæmpede. I sidstnævnte skrev anmelder Thomas Treo dog følgende:
"Albummet føles som en blanding af kærlighedserklæring og satirisk dask til den danske festkultur, men Kvamm lister også selvterapi ind på 'Hader den jeg var'. Nu kan han roligt elske den, han er."

## Spor
Alt tekst er skrevet af Simon Kvamm.
1. "H.U.G." (feat. Jan Hellesøe) – 5:23
2. "Høj sol (én hånd på rattet)" – 2:33
3. "Danser med buddy" (feat. USO) – 3:14
4. "Sådan er det" – 2:27
5. "Honey I'm Home" – 2:53
6. "Det røde tog" – 2:42
7. "Hader den jeg var" – 3:10
8. "Hjem fra månen" (feat. Prisma) – 2:48
9. "Flaskehalsen peger på hvad flaskehalsen peger på" – 3:05
10. "6:25" – 4:55

- På LP-udgaven er numrene "Honey I'm Home" og "Det røde tog" byttet om.

## Hitliste
| Hitliste (2024)        | Højeste placering |
| ---------------------- | ----------------- |
| Danmark (Album Top-40) | 8                 |